# Ród Fujiwara
Fujiwara (jap. 藤原氏 Fujiwara-uji, Fujiwara-shi) – jeden z wielkich rodów arystokratycznych Japonii. Wywodzi się z rodu sprzed 646 roku, zwanego Nakatomi.

Mon rodu Fujiwara

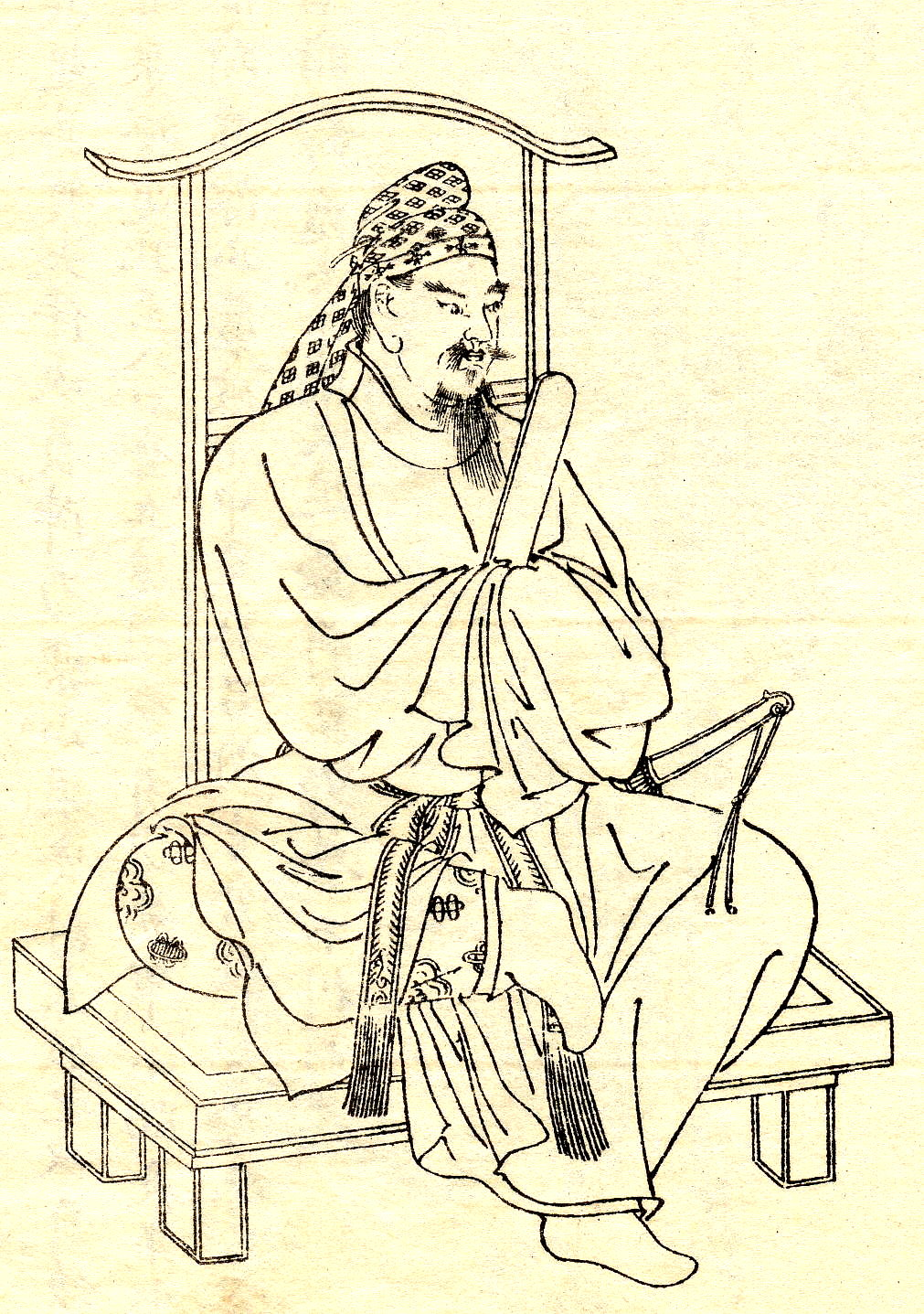
Kamatari Fujiwara (614–669)

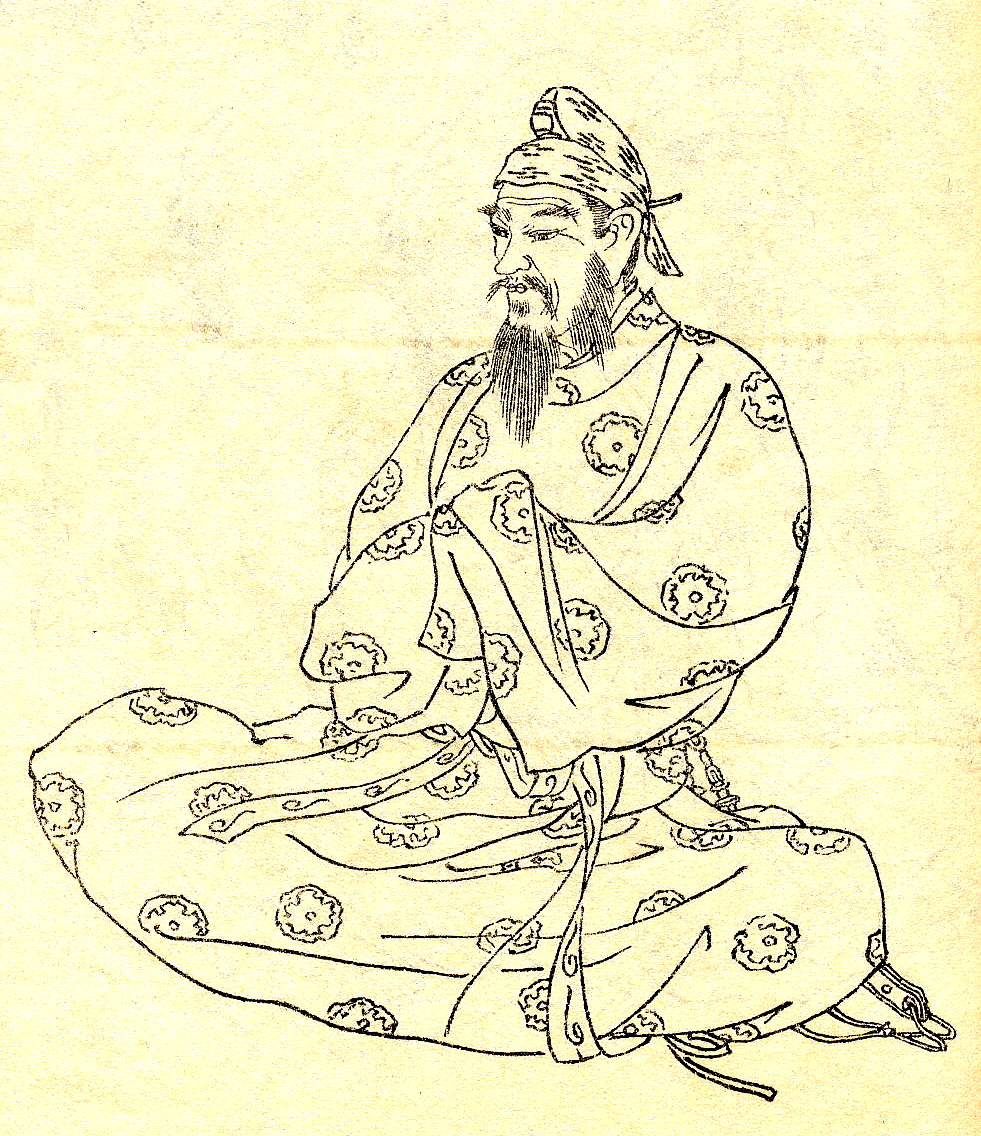
Fuhito Fujiwara (659–720)

W odniesieniu do zasług w usunięciu wpływów rodu Soga w 645 roku, przedstawiciel rodu Nakatomi – Kamatari Nakatomi – z rąk cesarza Tenji otrzymał najwyższą rangę dworską taishokukan oraz pośmiertnie nazwisko Fujiwara i dziedziczny tytuł ason. Jego syn Fuhito uzyskał wyłączność na nazwisko Fujiwara dla zapoczątkowanej przez siebie linii rodu.
Synowie Fuhito dali początek czterem gałęziom rodu Fujiwara:
- Nanke (jap. 南家) – linia południowa od Muchimaro Fujiwara (680–737) – ministra prawej strony
- Hokke (jap. 北家) – linia północna od Fusasaki Fujiwara (682–737) – ministra policji
- Shikke (jap. 式家) – linia ceremonialna od Umakai Fujiwara (694–737) – mistrza ceremonii dworskiej
- Keike / Kyōke (jap. 京家) – linia stołeczna od Maro Fujiwara (695–737)

W 737 r. wszyscy czterej bracia zmarli wskutek epidemii ospy.

## Okres Nara
Na początku okresu Nara przedstawiciele wszystkich gałęzi rodu wspólnie zajmowali najwyższe stanowiska dworskie. Później poszczególne linie zaczęły ze sobą konkurować. Na czoło wybiła się linia Shikke. W 785 roku jej przedstawiciel, ulubieniec cesarza Kammu – Tanetsugu Fujiwara – został zamordowany. Winą za to obciążono przedstawicieli starożytnych rodów Ōtomo, Saeki oraz Tajihi, których pozycja została zagrożona rosnącymi wpływami Fujiwarów.

## OkresHeian
W 809 roku po abdykacji cesarza Heizei, doszło do otwartego konfliktu między liniami Shikke i Hokke, z którego zwycięsko wyszedł przedstawiciel tej drugiej – Fuyutsugu Fujiwara.
W okresie Heian Fujiwarowie, dzięki skutecznej polityce i intrygom, zdobyli wpływ na dwór cesarski ówczesnego państwa japońskiego, a następnie utrzymali go poprzez wydawanie kobiet za mąż za kolejnych władców. W latach 867–1068 jedenastu kolejnych cesarzy pochodziło od matki z rodu Fujiwara. Jeszcze dłuższy był okres, w którym zdominowali urząd regenta przy dworze cesarskim, czyniąc go praktycznie dziedzicznym.
Yoshifusa Fujiwara (804–872) stworzył system rodzinny (Kajuji, Kan’in, Kujō, Nijō, Ichijō, Iwakura, Saionji itd.) na podstawie dziedzicznych praw do urzędów.

## Najważniejsi przedstawiciele rodu
- Kamatari Fujiwara (614–669)
- Fuhito Fujiwara (659–720)
- Tanetsugu Fujiwara
- Fuyutsugu Fujiwara (775–826)
- Momokawa Fujiwara
- Michinaga Fujiwara (966–1027)

## Ciekawostki
- W anime Hikaru no go jeden z głównych bohaterów, Sai Fujiwara, jest duchem gracza go z okresu Heian.
- W grach z serii Touhou Project występuje Fujiwara no Mokou, fikcyjna córka Fuhito Fujiwary.
- W anime Tokyo Mew Mew jedna z głównych bohaterek nazywa się Zakuro Fujiwara.
- W anime Shōnen Onmyōji jednym z bohaterów jest minister stanu Michinaga Fujiwara.
- W mandze i anime Initial D, główny bohater, Takumi i jego ojciec Bunta noszą nazwisko Fujiwara.
- W anime i mandze Code:Breaker jeden z głównych bohaterów, Toki, jego siostra Nenene i ojciec, który jest premierem Japonii, noszą nazwisko Fujiwara.
- W anime i mandze Kaguya-sama: Love is war sekretarka rady uczniowskiej nazywa się Chika Fujiwara[3].